# Monegrillo
Monegrillo ist eine spanische Gemeinde (municipio) mit 380 Einwohnern (Stand: 2024) in der Provinz Saragossa, die zur Autonomen Region Aragonien gehört. 

## Lage
Monegrillo liegt im südöstlichen Zentrum der Comarca Monegros etwa 36 km östlich der Provinzhauptstadt Saragossa in etwa 435 m. Im Osten der Gemeinde befindet sich die Sierra de Alcubierre.

## Bevölkerungsentwicklung
| Jahr      | 1970 | 1981 | 1991 | 2001 | 2011 | 2021 |
| Einwohner | 703  | 623  | 567  | 540  | 472  | 389  |

## Sehenswürdigkeiten
- Himmelfahrtskirche (Iglesia de Nuestra Señora de la Asunción) aus dem Barock
- Kapelle der Jungfrau Maria
- Reste der Burg von Monegrillo

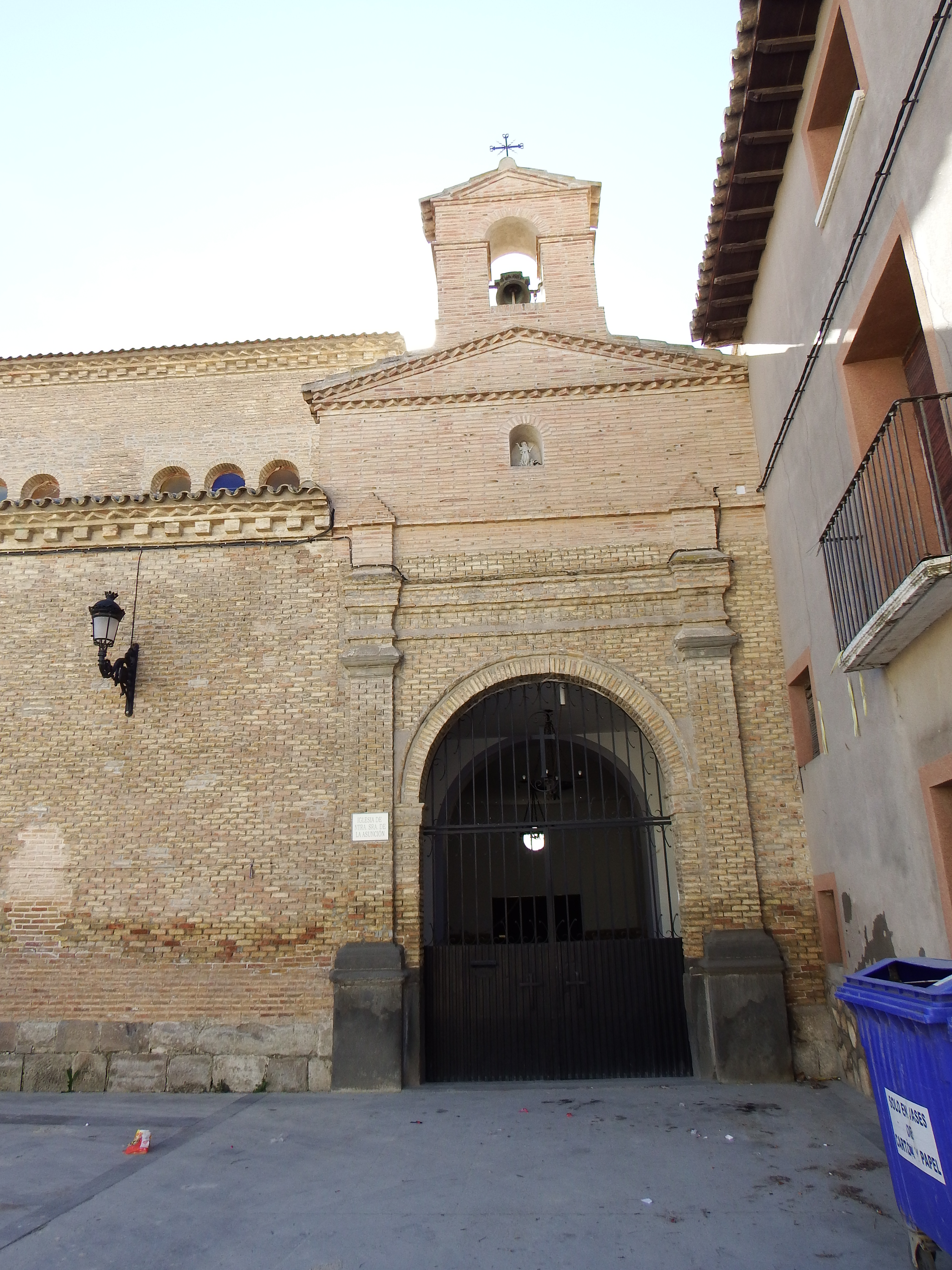
Himmelfahrtskirche
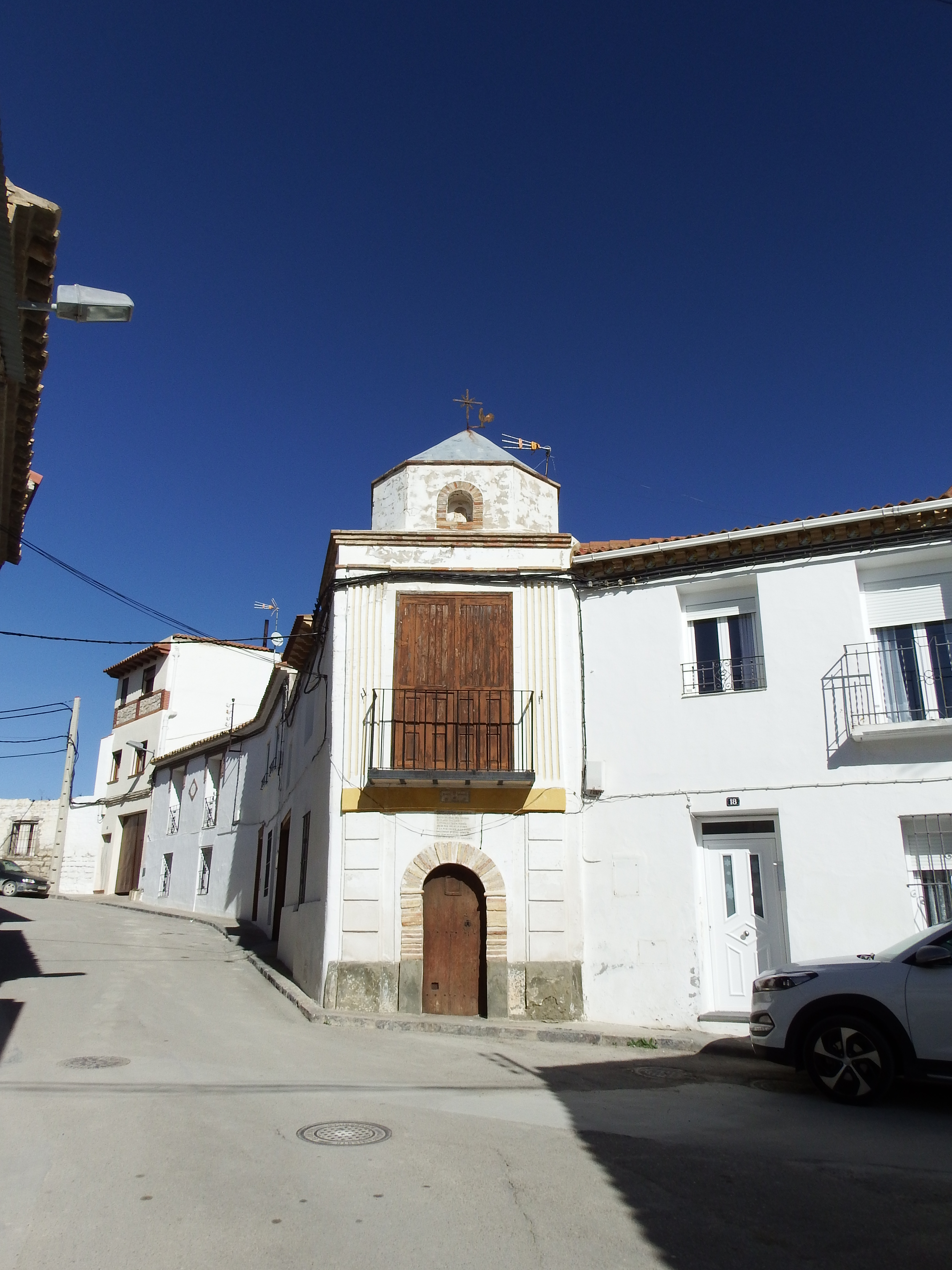
Marienkapelle
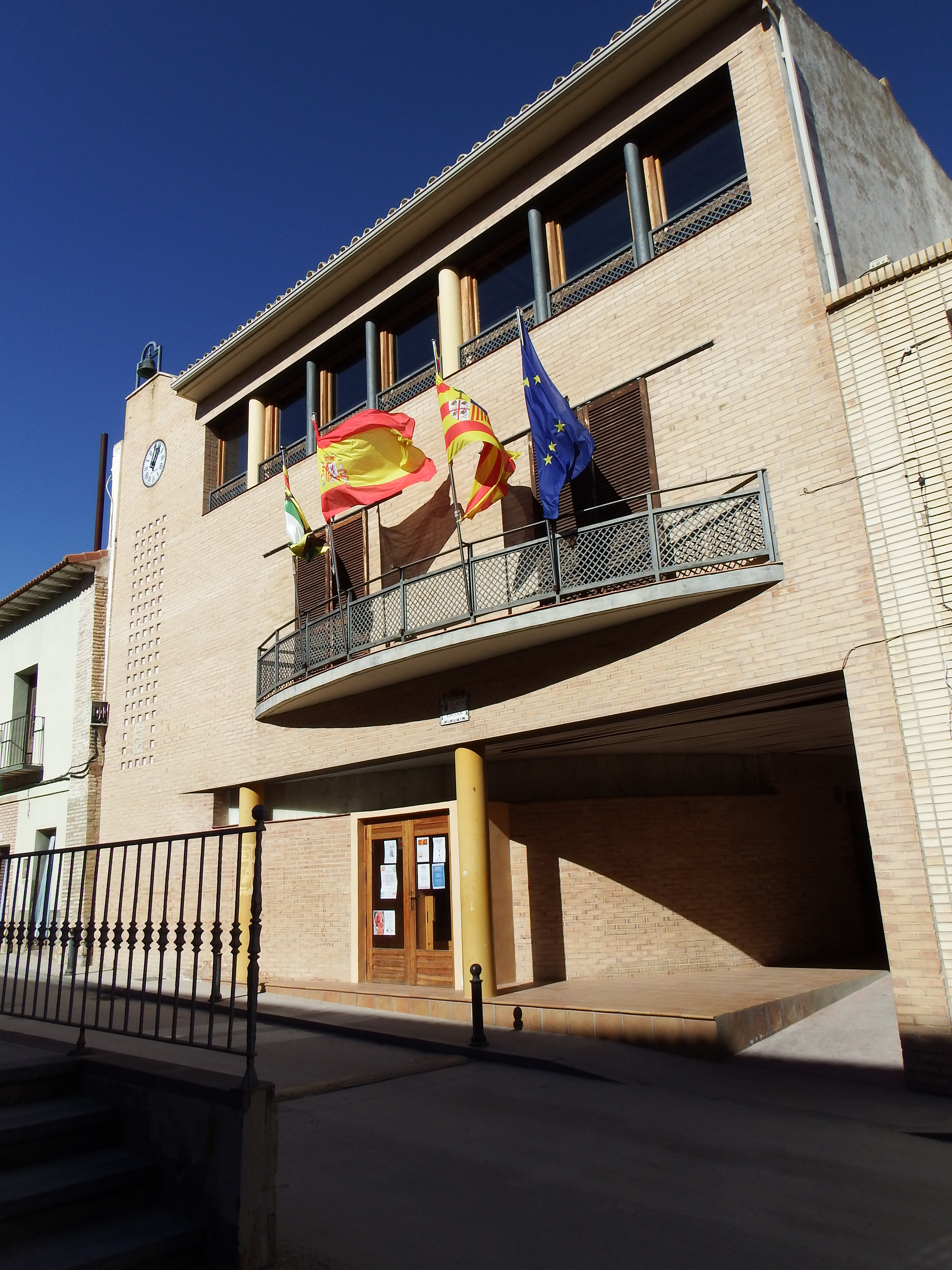
Rathaus